# Lycosa rufimanoides
Lycosa rufimanoides este o specie de păianjeni din genul Lycosa, familia Lycosidae. A fost descrisă pentru prima dată de Strand, 1908.
Este endemică în Bolivia. Conform Catalogue of Life specia Lycosa rufimanoides nu are subspecii cunoscute.